# شویتسا
شویتسا (به صربی: Ševica) یک منطقهٔ مسکونی در صربستان است که در کوچوو واقع شده‌است. شویتسا ۸۰۹ نفر جمعیت دارد.